# Конгресс-центр (Аваза)
Конгресс-центр  (туркм. Kongresler merkezi ) — крытый комплекс в Туркмении, на берегу Каспийского моря в национальной туристической зоне «Аваза». Предназначен для проведения крупных конференций, выставок, саммитов и концертов. Крупнейший в регионе Центральной Азии.

## Строение
Строительство объекта началось в ноябре 2012 года турецкой компанией «Полимекс», по указанию Правительства Туркменистана. Инвестиции  в строительство составили 197,5 млн долларов США.
На возведение объекта ушло 36 месяцев, строительство завершилось в сентябре 2015 года. Открытие состоялось 9 сентября 2015 года при участии Президента Туркменистана Гурбангулы Бердымухамедова.
Девятиэтажное строение включает в себя залы для проведения конференций, саммитов и других мероприятий. Закрытая площадь здания составляет 37 700 м², а общая площадь 130 000 м². Большой конференц-зал рассчитан на 2000 мест, а малый на 450 мест. Большой конференц-зал украшен огромным ковром 27x13 метров. Здание представляет собой гигантский белый шатёр с золотым витражами на фасаде и туркменскими ковровыми орнаментами. В полу фойе вмонтированы аквариумы. На верхнем уровне расположена смотровая площадка.

## Мероприятия
10 сентября 2015 года в здании Конгресс-центра проходило заседание Совета старейшин Туркменистана.